# Female Warrior/ノスタルジック/fragile
「Female Warrior / ノスタルジック / fragile」（フィーメール・ウォリアー / ノスタルジック / フラジャイル）は、Aldiousの7枚目のシングル。

## 概要
- 「Female Warrior」と「ノスタルジック」は、EARTHSHAKERのSHARAを、「fragile」では、地獄カルテットの小林信一をプロデューサーとして迎えている。
- DVDの内容が異なる、「TYPE A」(ALDI-010)、「TYPE B」(ALDI-011)の2タイプで発売。両タイプ共通の特典として「Female Warrior」の楽譜を封入。また、TOWER RECORDS・TSUTAYA・HMV/Loppi・disk unionでは、法人別特典も付属した。

### 各種法人別特典
TOWER RECORDS
- TYPE A：生写真 (メンバー全員)
- TYPE B：ポスター (Re:No)

TSUTAYA
- TYPE A：生写真 (Re:NO)
- TYPE B：生写真 (トキ)

HMV/Loppi
- TYPE A：オリジナルステッカー1
- TYPE B：オリジナルステッカー2

disk union
- オリジナル缶バッジ (TYPE A, TYPE B 共通)

## 曲目

### CD
1. Female Warrior
  - 作詞：Re:NO 作曲：Yoshi
2. ノスタルジック
  - 作詞：Re:NO 作曲：Yoshi
3. fragile
  - 作詞・作曲：Re:NO
4. Female Warrior (Instrumental)
5. ノスタルジック (Instrumental)
6. fragile (Instrumental)

### DVD
- TYPE A

1. Female Warrior (Music Video)
2. THE END (Music Video)
3. Re:fire (Music Video)

- TYPE B

1. fragile (Music Video)
2. fragile (Making)
3. SWEET TEMPTATION (Music Video)